# Константиновка (Тернопольская область)
Константиновка (укр. Костянтинівка) — село в Великоборковской поселковой общине Тернопольского района Тернопольской области Украины.
Население по переписи 2001 года составляло 152 человека. Почтовый индекс — 47741. Телефонный код — 352.